# Halloween: Resurrection
Halloween: Sự hồi sinh hay Quỷ dữ phục sinh (tựa tiếng Anh: Halloween: Resurrection) là một bộ phim kinh dị Mỹ của đạo diễn Rick Rosenthal, phát hành vào năm 2002. Đây là bộ phim thứ 8 trong loạt phim Halloween, loạt phim chuyên nói về những vụ giết người hàng loạt tại thị trấn Haddonfield, Illinois của tên sát nhân tâm thần Michael Myers.

## Nội dung
Vào đêm 31 tháng 10 năm 1998, Laurie Strode đã chặt đầu một nhân viên cứu thương mà Michael Myers đổi quần áo. Cô bị đưa vào bệnh viện tâm thần Grace Andersen, nhưng cô hoàn toàn tỉnh táo và chuẩn bị cho sự trở lại của Michael.
Vào đêm 31 tháng 10 năm 2001, Laurie sẵn sàng để đối phó với Michael. Michael giết hai nhân viên bảo vệ rồi tiến vào bệnh viện tâm thần. Laurie lừa Michael lên sân thượng, nơi hắn bị dính bẫy của cô. Laurie sai lầm khi đến gần định lột mặt nạ của Michael ra, để rồi bị hắn đâm và ném ra khỏi sân thượng. Sứ mạng của Michael đã hoàn tất sau hơn hai mươi năm truy đuổi Laurie, hắn quay về căn nhà thời thơ ấu.
Năm tiếp theo, một nhóm sinh viên có cơ hội tham gia vào chương trình thực tế trên Internet mang tên Dangertainment, do Freddie Harris và Nora Winston đạo diễn. Nhóm sinh viên gồm có Bill Woodlake, Donna Chang, Jen Danzig, Jim Morgan, Rudy Grimes và Sara Moyer. Họ sẽ ở lại một đêm trong căn nhà của Michael Myers, với các máy quay được lắp đặt khắp nhà và các máy quay đeo trên đầu nhóm bạn, họ phải tìm hiểu nguyên nhân nào khiến Michael giết chóc. Riêng Sara được người bạn Deckard theo dõi trực tiếp suốt bữa tiệc Halloween. Michael xuất hiện giết chết Bill và người quay phim.
Donna và Jim định quan hệ tình dục dưới tầng hầm nhưng bức tường sụp đổ, những cái xác chết rơi trúng họ. Jim nhận ra xác chết là hàng giả và chương trình này có dàn dựng. Jim bỏ đi trong khi Donna thấy có một đường hầm sau bức tường. Michael đuổi theo Donna trong đường hầm trước khi đâm cô vào cây cọc. Ở bữa tiệc, Deckard và bạn bè đã chứng kiến vụ giết người. Deckard cho rằng vụ giết người là thật, nhưng các bạn khác cho rằng nó là diễn. Freddie ăn mặc giống Michael để hù dọa nhóm bạn, tuy nhiên Michael thật đã đi theo phía sau anh. Freddie tưởng Michael là anh chàng quay phim Charlie nên đuổi hắn ra ngoài nhà để xe để giúp Nora; Michael sau đó giết Nora.
Khi Rudy, Sara và Jim phát hiện Freddie trong trang phục Michael, anh ta hứa sẽ trả tiền cho họ. Sau khi Freddie bỏ đi, Jen thấy xác chết của Bill. Michael đã cắt đầu Jen ngay trước mặt Rudy, Sara và Jim. Hắn cũng giết Rudy và Jim trước khi đuổi theo Sara lên lầu.
Sara liên lạc với Deckard để cầu xin giúp đỡ. Những người ở bữa tiệc lúc này mới tin những cái chết là thật. Deckard tiết lộ vị trí của Michael để Sara và Freddie có thể né tránh. Michael vẫn tìm thấy và tấn công họ. Khi vào trong nhà để xe, Freddie và Michael đánh nhau, căn nhà bắt đầu bốc cháy. Freddie đưa Sara ra ngoài, bỏ mặc Michael bị vướng vào đống dây điện. Cả căn nhà Myers bị thiêu rụi, Sara cám ơn Deckard vì đã giúp đỡ cô. Xác của Michael và xác những người nạn nhân đều được đưa vào nhà xác. Khi người bác sĩ đang kiểm tra xác Michael, hắn tỉnh lại.

## Diễn viên
- Busta Rhymes vai Freddie Harris
- Bianca Kajlich vai Sara Moyer
- Ryan Merriman vai Myles "Deckard" Barton
- Jamie Lee Curtis vai Laurie Strode
- Brad Loree vai Michael Myers
- Tyra Banks vai Nora Winston
- Sean Patrick Thomas vai Rudy Grimes
- Luke Kirby vai Jim Morgan
- Katee Sackhoff vai Jennifer "Jen" Danzig
- Daisy McCrackin vai Donna Chang
- Thomas Ian Nicholas vai Bill Woodlake